# Rossy de Palma
Rossy de Palma, de nom real Rosa Elena García de Echave (16 de setembre de 1964, Palma, Illes Balears), és una actriu mallorquina. Començà a ser coneguda amb les pel·lícules de Pedro Almodóvar La ley del deseo, Mujeres al borde de un ataque de nervios i La flor de mi secreto. A França també és una actriu popular, gràcies als seus papers a les pel·lícules de Pedro Almodóvar i en altres pel·lícules com Sam suffit, Hors jeu, Le Boulet i Laisse tes mains sur mes hanches de Chantal Lauby.
El 2019 li va ser atorgada la Medalla d'Or al Mèrit en les Belles Arts.
El 2025 fou inclosa a la llista Forbes de les 50 dones més influents de les Balears.

## Filmografia
| - La ley del deseo (1987) - Mujeres al borde de un ataque de nervios (1988) - ¡Átame! (1989) - Don Juan, mi querido fantasma (1990) - Los gusanos no llevan bufanda (1992) - Aquí el que no corre, vuela (1992) - Sam suffit (1992) - Acción mutante (1993) - Kika (1993) - Nominada al Goya - Mejor no hables (1994) - Chicken park (1994) - Prêt-à-porter (1994) - Peggio di così si muore (1995) - El perquè de tot plegat (1995) - La flor de mi secreto (1995) - Nominada al Goya | - Un cos al bosc (1996) - Franchesca Page (1997) - La femme du cosmonaute (1998) - Hors jeu (1998) - Esclat de passions (1998) - The Loss of Sexual Innocence (1999) - Esa maldita costilla (1999) - Nag la bombe (2000) - La mule (2000) - L'origine du monde (2001) - L'embolat (Le Boulet) (2002) - Laisse tes mains sur mes hanches (2003) - People (2004) - Double zéro (2004) - Tu la conosci Claudia? (2004) | - 20 centímetres (2005) - Les aristos (2005) - Mes copines (2006) - Los abrazos rotos (2009) - No pasaran (2009) - Miss Tacuarembó (2010) - Gigola (2010) - No se si cortarme las venas, o dejármelas largas (2013) - La que se avecina (2013) - Tres bodas de más (2013) - Química i prou (2015) - Anacleto: Agent secret (2015) - Toc Toc (2017) |

## Premis i nominacions[3]
| Any  | Premi                                | Categoria                     | Títol                                    | Resultat   |
| ---- | ------------------------------------ | ----------------------------- | ---------------------------------------- | ---------- |
| 1989 | Premis ACE (Nova York, EUA)          | Millor actriu de repartiment  | Mujeres al borde de un ataque de nervios | Nominada   |
| 1994 | Premis Goya                          | Millor actriu de repartiment  | La flor de mi secreto                    | Nominada   |
| 1994 | Premis de la Unió d'Actors (Espanya) | Secundari de cinema           | Kika                                     | Nominada   |
| 1994 | National Board of Review (EUA)       | Millor Actuació d'un ensamble | Prêt-à-porter                            | Guanyadora |
| 1995 | Premis ACE (Nova York, EUA)          | Millor actriu de repartiment  | Kika                                     | Guanyadora |
| 1996 | Premis de la Unió d'Actors (Espanya) | Secundari de cinema           | La flor de mi secreto                    | Nominada   |
| 1996 | Premis Goya                          | Millor actriu de repartiment  | La flor de mi secreto                    | Nominada   |
| 1998 | Locarno International Film Festival  |                               | Hors jeu                                 | Guanyadora |